# Petrunići
Petrunići – wieś w Chorwacji, w żupanii karlowackiej, w gminie Generalski Stol. W 2011 roku liczyła 20 mieszkańców.